# نادي الحرس الجمهوري
نادي الحرس الجمهوري هو نادي كرة قدم من جيبوتي. يلعب حاليًا في دوري جيبوتي الممتاز.

## الإنجازات
- كأس جزر القمر

البطولة (3): 2009، 2012، 2015

## المشاركات في البطولات العربية
- البطولة العربية للأندية: مشاركة واحدة

2012-13 – الدور التمهيدي الأول

## روابط خارجية
- Soccerway